# Martin Tóth
Martin Tóth (* 13. října 1986, Nitra) je slovenský fotbalový obránce. Mimo Slovensko působil na klubové úrovni v České republice.

## Klubová kariéra
Martin Tóth začal svoji kariéru v rodné FC Nitra. Zde prošel všemi mládežnickými kategoriemi a od roku 2005 byl členem základní jedenáctky svého mužstva. Ve slovenském klubu nakonec odehrál celkem 155 utkání a vstřelil 3 branky. V létě 2012 se ale rozhodl pro změnu a po sedmi letech opustil tým a zamířil do českého klubu FC Slovan Liberec, kde byl úspěšně testován. Za Liberec odehrál v sezóně 2012/13 pouze 4 ligové zápasy, branku nevstřelil. Důvodem bylo mj. zranění, které ho limitovalo v jarní části sezóny.
30. června 2013 mu v Liberci skončila smlouva a hráč odešel zpět na Slovensko do FC Spartak Trnava, kde podepsal dvouletý kontrakt. S Trnavou se představil v Evropské lize UEFA 2014/15. Po sezóně 2015/16 klub oficiálně opustil ale nakonec v Trnavě zůstal a v sezóně 2017/2018 získal po 45 letech titul s trnavským Spartakem.[zdroj⁠?!]

## Reprezentační kariéra
Tóth je bývalý slovenský reprezentant v kategorii do 21 let.